# Pont du Nant d'Avril
Le pont du Nant d'Avril est un pont routier et piéton sur le Nant d'Avril, situé dans le canton de Genève, sur la commune de Satigny.

## Localisation
Le pont du Nant d'Avril est le quatrième et dernier pont le plus en aval du Nant d'Avril, situé quelques mètres avant que celui-ci ne se jette dans le Rhône. 
Il relie les deux localités de Peney-Dessous (sur la rive gauche) et Peney-Dessus (sur la rive droite). 